# Margaux Fragoso
Margaux Artemia Fragoso (West New York, 15 de abril de 1979 – Mandeville, 23 de junho de 2017) foi uma escritora norte-americana. Obteve seu Ph.D. em inglês e escrita criativa na Universidade de Binghamton. Publicou histórias curtas e poemas  em  The Literary Review  e outros periódicos literários.
Fragoso notabilizou-se em 2011, ao publicar um livro de memórias intitulado  Tiger, Tiger, ("Tigre, Tigre")", título provavelmente inspirado no poema The Tyger, do poeta romântico William Blake. O livro aborda o delicado tema da pedofilia, ao narrar o relacionamento amoroso entre a autora, ainda menina, e Peter Curran - pseudônimo de um carpinteiro de 51 anos. O romance durou quase 15 anos, terminando com o suicídio de Peter, em 2001, que salta de um penhasco, aos 66 anos. Em suas últimas cartas para Margaux, ele sugere que ela escreva sobre o relacionamento de ambos, que sempre fora mantido sob sigilo. No livro, a autora declara: "Eu ainda penso em Peter, o homem que eu mais amei no mundo, o tempo todo... Nós éramos amigos, almas gêmeas e amantes. Eu tinha sete anos. Ele tinha 51."
O livro tem sido comparado com Lolita, de Nabokov, mas não há o mesmo consenso com relação aos seus méritos literários. Nos Estados Unidos, tem sido geralmente considerado como uma obra bem escrita e, apesar de chocante, seria útil como um alerta aos pais, além de ser um exemplo para outras  vítimas de abusos sexuais na infância. Outros críticos, sobretudo do Reino Unido, consideram que, independentemente da veracidade da história narrada por Fragoso ou do eventual oportunismo do seu editor, ao publicar um livro sobre um tema em evidência, o estilo da autora é por vezes deselegante, piegas, e o livro é infestado de psicologismos retirados de sites de divulgação do tipo Psychology 101. Além disso, paradoxalmente, as descrições excessivamente - ou até "obsessivamente" - minuciosas dos diálogos e situações, acabam por tornar a narrativa pouco verossímil.
Morreu no dia 23 de junho de 2017 vitima de um câncer de ovário. 